# Дурон
АМД Дурон се односи на линију буџетских x86-компатибилних микропроцесора произведених од стране АМД-а. Пласиран на тржиште 19. јуна 2000. године, као јефтинија понуда за допуну онда матичне АМД перформансе Атлонске процесорске линије, он се исто тако надметао са ривалским произвођачима чипова, пре свега Интеловом понудом Пентијум III и Целерон процесора. Бренд Дурон је био пензионисан 2004. године, и замењен је Семпрон линијом процесора, као буџетском понудом фирме АМД.